# シャーノル・アドリアーナ
シャーノル・アドリアーナ（Sharnol Adriana、1970年11月13日- ）は、オランダ領アンティル・キュラソー島出身の元プロ野球選手（一塁手）。右投右打。

## 経歴
1991年に、MLBドラフト15巡目でトロント・ブルージェイズに指名され入団。
2000年からは、リーガ・メヒカーナ・デ・ベイスボルでプレーする。

## 選手としての特徴
- ベテランで国際経験が多く、シドニーオリンピック、アテネオリンピック、ワールド・ベースボール・クラシックオランダ代表にも選出されている。オランダ代表ではキャプテンを務めることも多い。
- 内野を全部守れる器用さ、瞬発力と長打力を併せ持つ。守備面でも柔らかいハンドリングを生かしたキャッチングが特長。